# Sythen

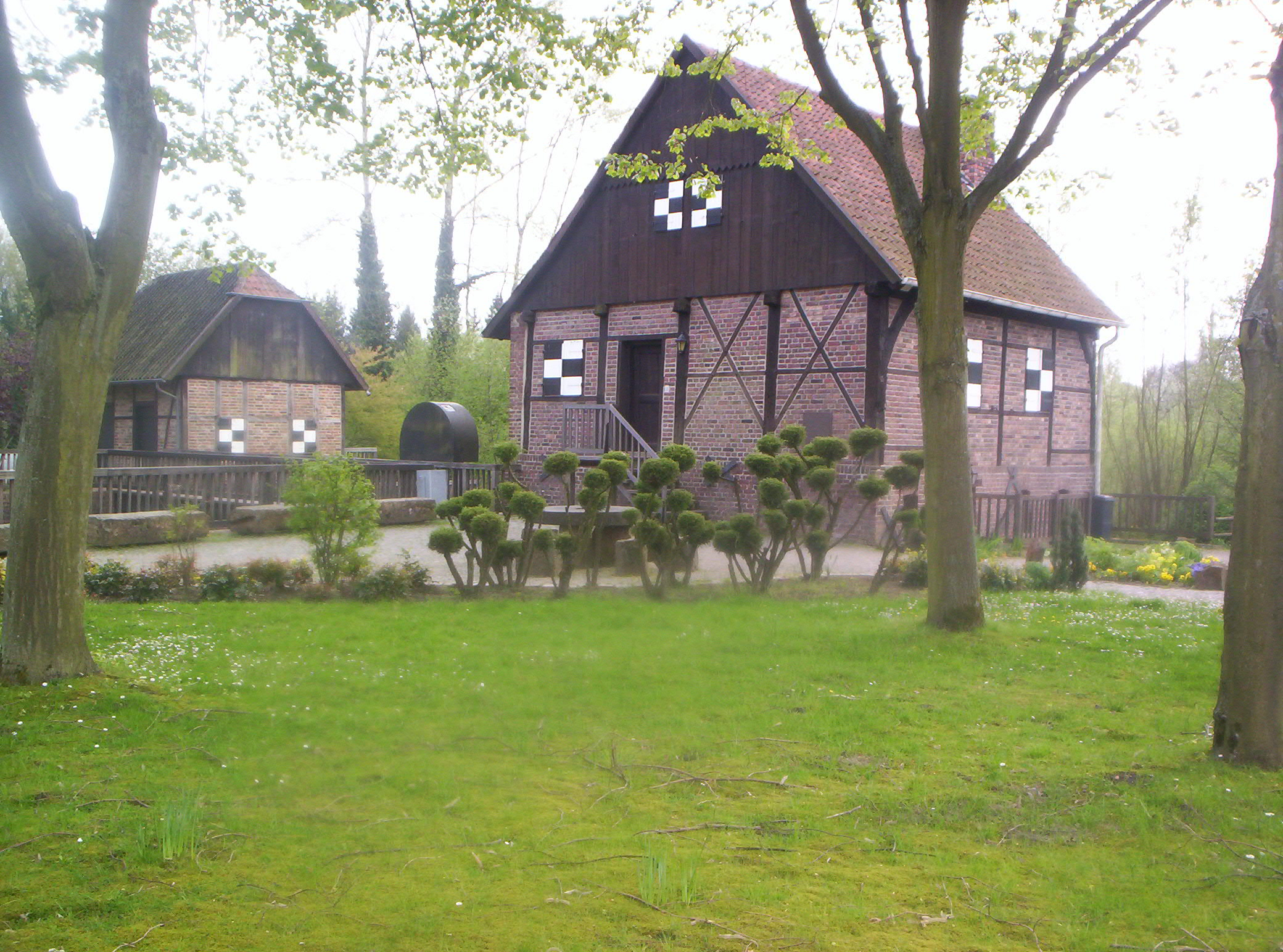
Sythener Wassermühle

Sythen [ˈziːtən] ist mit 6360 Einwohnern das größte zur Stadt Haltern am See gehörende Dorf.

## Lage
Der Ort liegt am südlichen Rand des Münsterlandes in Nordrhein-Westfalen. Durch die verkehrsgünstige Lage ist Sythen ein bevorzugtes Zuzugsgebiet für junge Familien aus dem Ruhrgebiet.

## Geschichte
Als Sitnia wurde Sythen bereits im Jahr 758 erwähnt. In jenem Jahr lagerte König Pippin der Jüngere in Sythen. Bischof Wolfhelm von Münster schenkte 889 Besitzungen in Sythen dem Kloster Werden. Heinrich II. übertrug 1017 dem Bistum Paderborn Besitz in neun Orten, darunter auch eine Manse in Sythen.
Der Ort gehörte zur Gemeinde Kirchspiel Haltern, bis sie am 1. Januar 1975 nach Haltern eingemeindet wurde.

## Verkehr
Nach Sythen ist der Sythener Hellweg benannt, der jahrhundertelang Dülmen und Haltern verband.
Der Haltepunkt Sythen liegt an der Bahnstrecke Wanne-Eickel–Hamburg, die im Nahverkehr durch den RE 42 (Niers-Haard-Express) befahren wird. Zusätzlich hält in den Nachtstunden der RE 2. Die Personenhaltestelle Sythen, um deren Einrichtung man zuvor Jahrzehnte gekämpft hatte, ging mit dem Inkrafttreten des Sommerfahrplans 1931 in Betrieb.
| Linie | Verlauf | Takt                                             |
| ----- | --- | ------------------------------------------------ |
| RE 2  | Rhein-Haard-Express: Osnabrück Hbf – Hasbergen – Natrup-Hagen (zweistdl.) – Lengerich (Westf) – Kattenvenne (zweistdl.) – Ostbevern – Westbevern – Münster (Westf) Hbf – (Münster-Albachten – Senden-Bösensell – Nottuln-Appelhülsen – Buldern –)* Dülmen – (Sythen –)* Haltern am See – (Marl-Sinsen –)* Recklinghausen Hbf – (Recklinghausen Süd –)* Wanne-Eickel Hbf – Gelsenkirchen Hbf – Essen Hbf – Mülheim (Ruhr) Hbf – Duisburg Hbf – Düsseldorf Flughafen – Düsseldorf Hbf * Halt nur einzelner Züge im Nachtverkehr Stand: Fahrplanwechsel Dezember 2023 | 60 min                                           |
| RE 42 | Niers-Haard-Express: Münster (Westf) Hbf – Münster-Albachten (stündlich) – Senden-Bösensell – Nottuln-Appelhülsen – Buldern – Dülmen – Sythen – Haltern am See – Marl-Sinsen – Recklinghausen Hbf – Recklinghausen Süd – Wanne-Eickel Hbf – Gelsenkirchen Hbf – Essen Hbf – Mülheim (Ruhr) Hbf – Duisburg Hbf – Rheinhausen – Krefeld-Uerdingen – Krefeld Hbf – Viersen – Mönchengladbach Hbf Stand: Fahrplanwechsel Dezember 2021 | 30 min (Münster–Essen) 60 min (Essen–M’gladbach) |

Sythen liegt an der Grenze zwischen dem Verkehrsverbund Rhein-Ruhr und dem Westfalentarif. Aufgrund der Beschwerden von Sythenern tauschte DB Regio Mitte 2006 die Ansagebänder, seitdem wird Sythen korrekt (nicht mehr wie Süthen) ausgesprochen.
Die VRR-Buslinien 204 und 273 der Vestischen Straßenbahnen bedienen den Ort.
| Linie | Verlauf                                                                                  | Takt (Mo–Fr)     |
| ----- | ---------------------------------------------------------------------------------------- | ---------------- |
| 204   | Haltern-Lehmbraken Mitte – Sythen – Haltern am See Kärntner Platz – Marl Chemiepark Marl | einzelne Fahrten |
| 273   | Lehmbraken – Sythen – Sythen Bf – Haltern am See Kärntner Platz – Haltern am See Bf      | 60 min           |

Die A 43 liegt nur wenige Kilometer entfernt und ist über die Abfahrt Lavesum oder Marl-Nord erreichbar.

## Sport

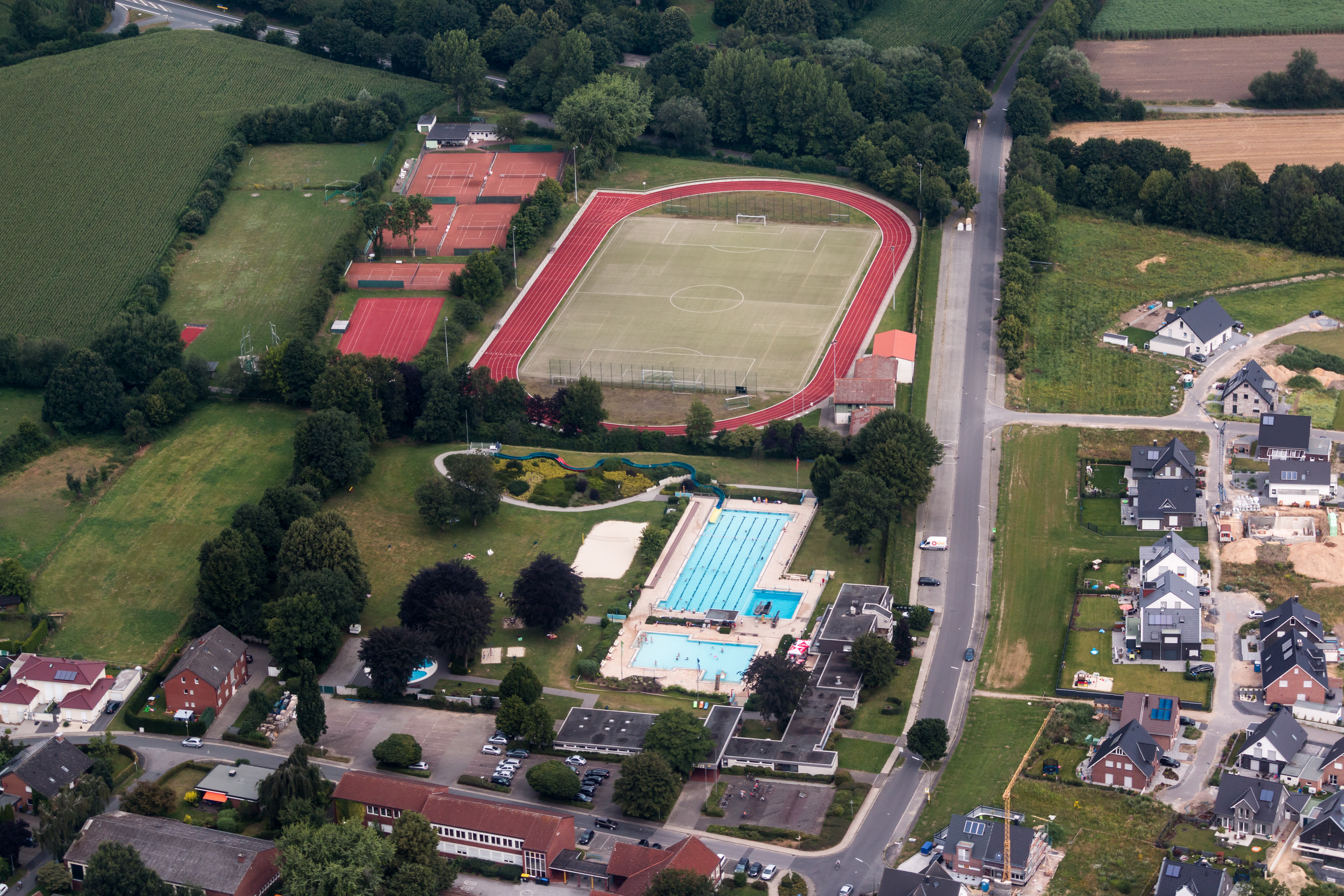
Freibad und Sportplatz

Der Sportverein TuS Sythen verfügt über einen Kunstrasenplatz und eine Tartanbahn.
Das Freibad Sythen wird heute vom Verein Freibad Sythen e. V. selbständig geführt. Seit Juni 2011 gibt es eine 80 m lange Wasserrutsche im Bad.

## Sehenswürdigkeiten

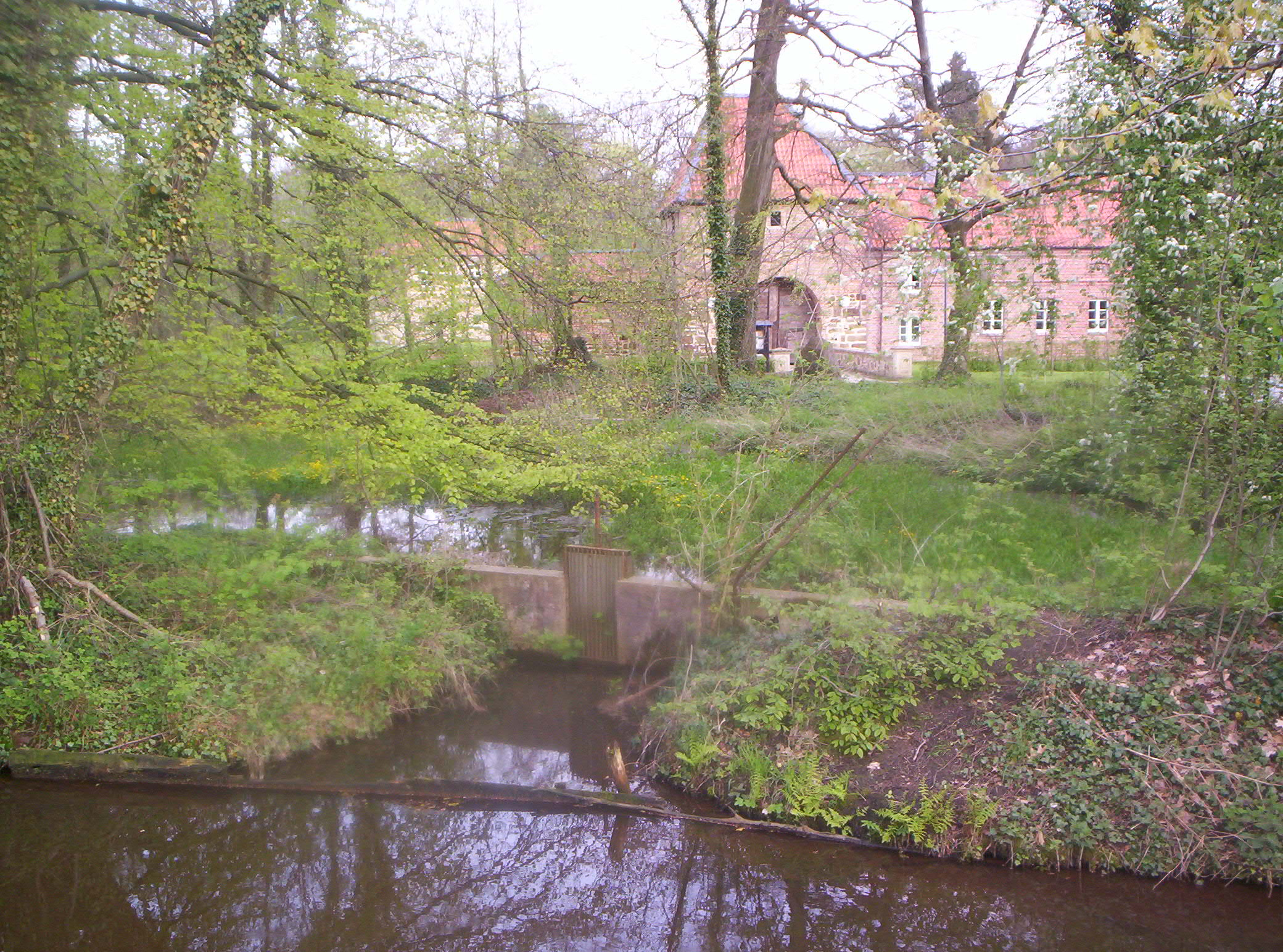
Schloss Sythen

Das Schloss Sythen wurde 1998 bis 2001 restauriert. Die gut erhaltene Sythener Wassermühle erzeugt heute Strom.
Der Prickings-Hof ist eine kommerziell vermarktete Sehenswürdigkeit in Privatbesitz.

## Sohn des Ortes
- Laurenz Bösing (1933–2024), Altphilologe und Bibliothekar